# Girolamo Macchietti

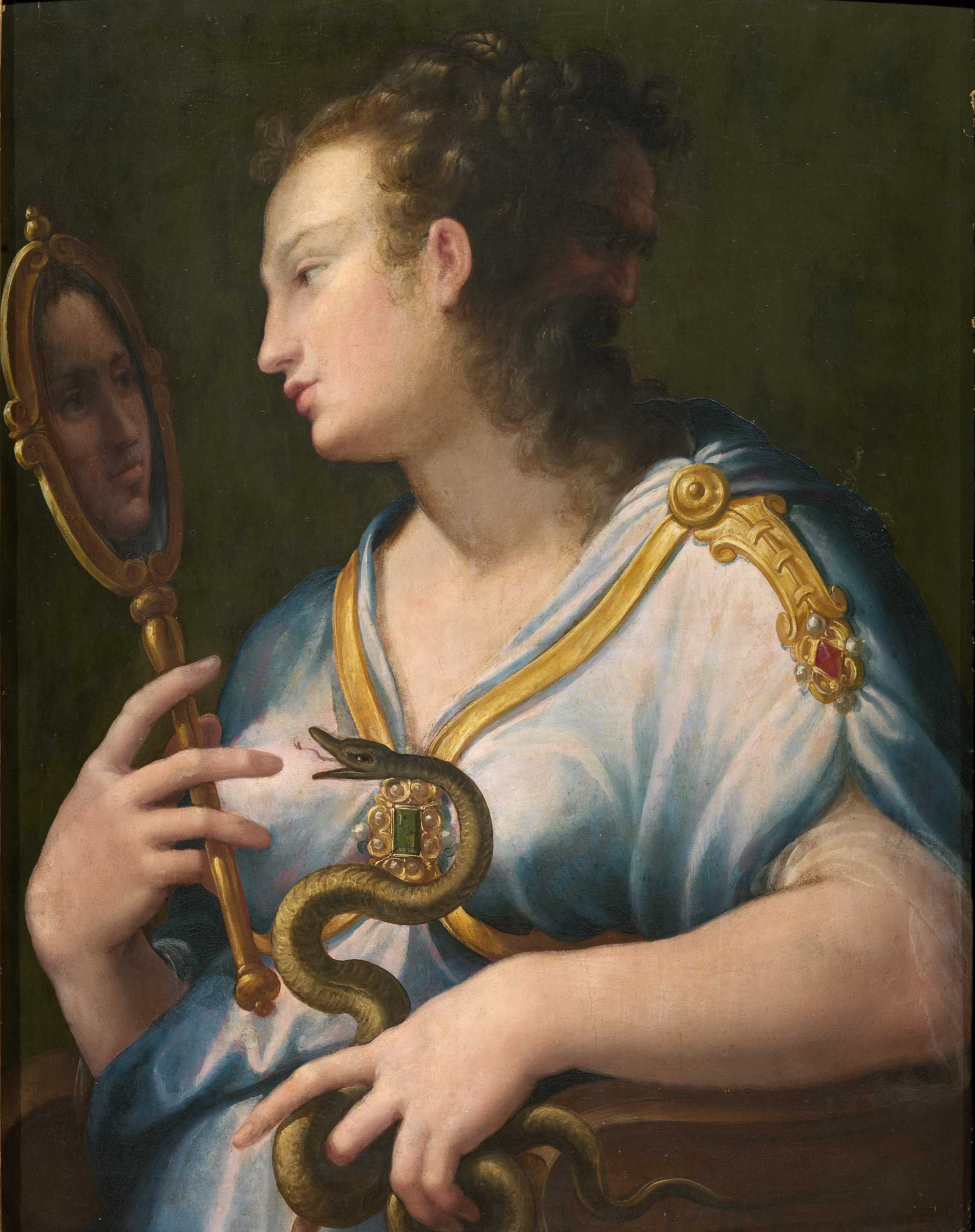
Alegoría de la Prudencia

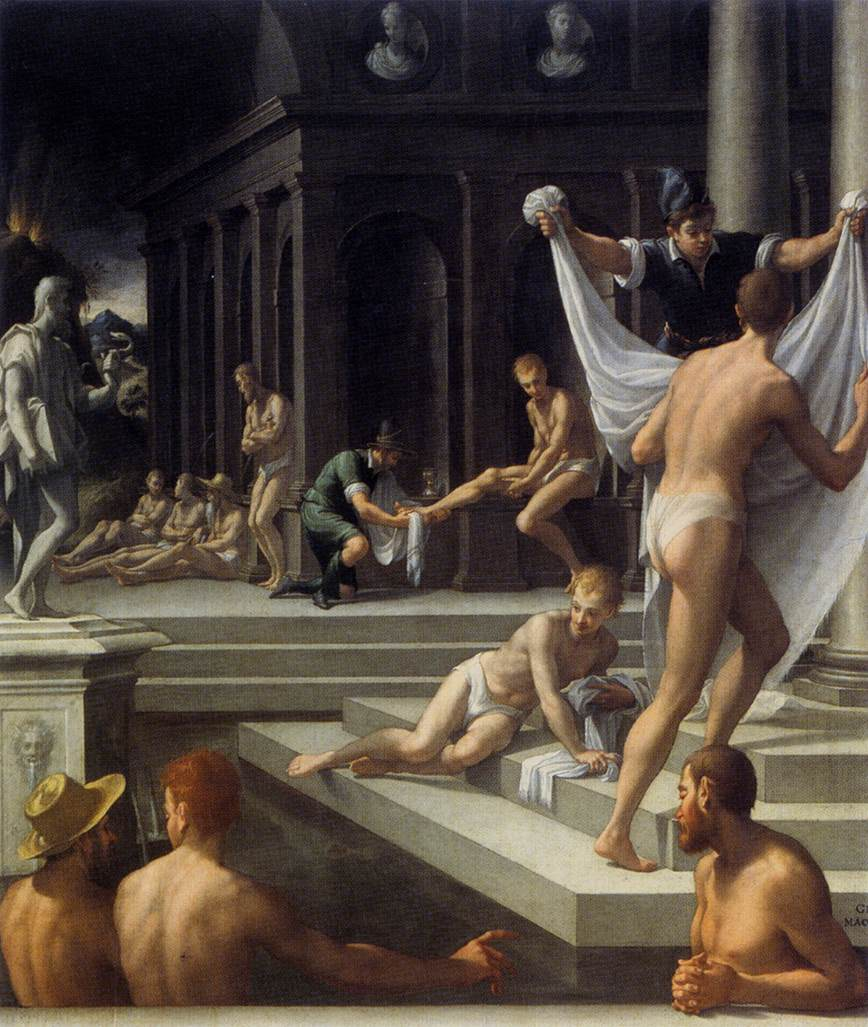
Los Baños de Pozzuoli, Studiolo de Francisco I, Palazzo Vecchio, Florencia.

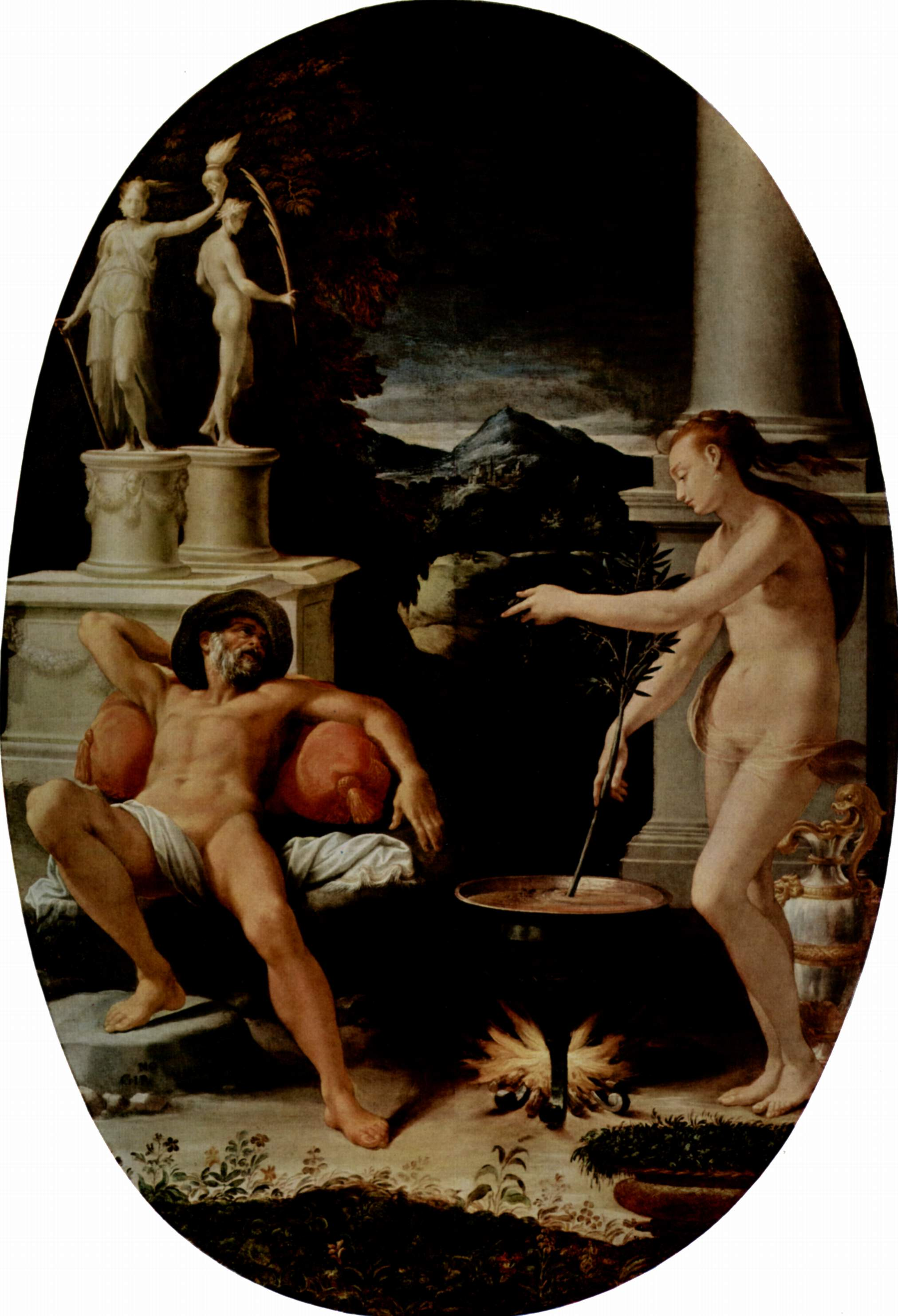
Jasón y Medea, Studiolo de Francisco I, Palazzo Vecchio, Florencia.

Girolamo di Francesco di Mariotto Macchietti (Florencia, 1535 - Florencia, 3 de enero de 1592) fue un pintor italiano activo en Florencia, muy cercano al círculo manierista encabezado por Giorgio Vasari. Es conocido también como Girolamo del Crocifissaio por haberse especializado en sus inicios como pintor de crucifijos.

## Biografía
Realizó su aprendizaje con Michele Tosini, cuyo estudio abandonó en 1556 para trabajar durante seis años en la decoración del Palazzo Vecchio dirigida por Vasari, parece que como diseñador de tapices. Después marchó a Roma durante dos años para completar su formación.
En 1563 retornó a Florencia, donde se convirtió en miembro de la recién creada Accademia del Disegno. Bajo los auspicios de dicha institución colaboró (1564) junto a su amigo Mirabello Cavalori en las grisallas para el catafalco del funeral de Michelangelo Buonarroti en San Lorenzo, Florencia (Lorenzo de' Medici recibe a Michelangelo, perdida). Macchietti pronto se hizo con un floreciente prestigio gracias a obras que ornaron algunas de las mayores iglesias florentinas (Adoración de los Reyes Magos en San Lorenzo o el Martirio de San Lorenzo en Santa Maria Novella).
Para el siguiente gran proyecto de la Accademia, la boda del futuro gran duque Francisco I con Juana de Austria (1565), Macchietti contribuyó con una pintura monócroma con el tema de la Fundación del monasterio de Monte Oliveto Maggiore (perdida) para el Arco de la Religión, estructura efímera construida para la ocasión.
Siguió ligado a los proyectos dirigidos por Vasari. Para la decoración del Studiolo de Francisco I en el Palazzo Vecchio, participó con dos lienzos: Jason y Medea (1570) y Los Baños de Pozzuoli (1572).
Obras posteriores suyas son un Martirio de San Lorenzo para Santa Maria Novella y una Gloria de San Lorenzo para la Catedral de Empoli (1577).
Parece que aproximadamente por estas fechas perdió el favor de los Medici, por lo que tuvo que marchar al sur de Italia, donde permaneció hasta 1585. Posteriormente volvió a viajar a Roma y se trasladó a España, donde vivió durante dos años (1587-1589), aunque ningún trabajo nos ha quedado de esta época.

## Obras destacadas
- Epifanía (1568, San Lorenzo, Florencia)
- Jasón y Medea (1570-72, Studiolo de Francisco I, Palazzo Vecchio, Florencia)
- Los baños de Pozzuoli (1570-72, Studiolo de Francisco I, Palazzo Vecchio, Florencia)
- Martirio de San Lorenzo (1573, Santa Maria Novella, Florencia)
- Virgen del ceñidor (1574, Santa Ágata, Florencia)
- Apoteosis de San Lorenzo (1577, Catedral de Empoli)
- Alegoría de la Prudencia (Colección particular), tradicionalmente atribuida a Vasari hasta hace poco.
- Crucifixión (1590, San Giovanni di Scopoli, Florencia)